# خوسيه لوبيز ريكا
خوسيه لوبيز ريكا (بالإسبانية: José López Rega) (و. 1916 – 1989 م) هو سياسي، ودبلوماسي من الأرجنتين ولد في بوينس آيرس.

## روابط خارجية
- خوسيه لوبيز ريكا على موقع الموسوعة البريطانية (الإنجليزية)
- خوسيه لوبيز ريكا على موقع مونزينجر (الألمانية)